# Анджей Леппер
А́нджей Збі́гнев Ле́ппер (пол. Andrzej Zbigniew Lepper; нар. 13 червня 1954, Стовенцино — помер 5 серпня 2011, Варшава) — польський політик і зв'язківець, підприємець, засновник та голова партії Самооборона Республіки Польща та Професійного союзу працівників сільського господарства «Самооборона». Був послом до Сейму IV та V каденцій з 2001 по 2007 рр., займав посаду віце-маршалка Сейму кінця IV та V каденцій у 2005—2006. Представник Польщі в Європейському парламенті з 1 травня 2004 року до 19 липня 2004. Міністр сільського господарства та розвитку села, а також віце-прем'єр  в урядах Казимира Марцинкевича та Ярослава Качинського до 9 липня 2007 року. З 2005 член комісії Європарламенту з прав людини.
Кандидат на посаду президента Польщі 1995, 2000, 2005 і 2010.

## Біографія
Народився в селянській родині, закінчив Сипневський сільськогосподарський технікум без отримання атестата зрілості. Служив в польській армії, професійний боксер. З 1977 по 1980 — Член ПОРП. У 1980 став власником власної ферми. В результаті перекладу польської економіки на ринкову основу, його господарство опинилося на межі банкрутства.
Леппер, разом з фермерами, які розорилися після переходу Польщі до ринкової економіки, заснував профспілку «Самооборона», що пізніше стала партією. Політик організовував захоплення будівлі міністерства Сільського господарства Польщі в квітні та грудні 1989, блокади доріг в 1992, 1993, 1999 роках, а також марші до Сейму і резиденції Президента. Близько 70 разів його затримували за організацію несанкціонованих селянських демонстрацій. Проти Леппера неодноразово висували звинувачення у неповазі до президента, уряду і сейму.
У вересні 2005 партія Леппера завоювала 11.4% голосів на виборах до Сейму і зайняла 56 крісел у парламенті, що зробило її 3-ю партією у парламенті.
Анджей Леппер посів третє місце в ході першого туру президентських виборів у 2005. У другому турі закликав своїх виборців голосувати за кандидата від національно-клерикальної партії «Право і справедливість» Леха Качинського, але неодноразово заявляв про те, що не буде підтримувати нового президента Польщі.
У 2006 році Леппера визнали винним у сексуальних домаганнях по відношенню до співробітниці апарату партії «Самооборона», проте пізніше вердикт скасували і відправили справу на новий розгляд.
5 серпня 2011 Леппера знайшли повішеним у варшавському офісі партії «Самооборона», лідером якої він був. За деякими даними, політик учинив самогубство, але поліція не виявила прощального листа Анджея Леппера. Януш Максимюк, один з найближчих соратників покійного, сказав в інтерв'ю Польському телебаченню, що напередодні розмовляв з Леппером і «ніщо не вказувало на те, що могло статися щось недобре. Анджей Леппер був людиною сильною і вольовою. Не знаю, що могло його схилити до цього».

## Політичні погляди
Леппер дотримувався помірних націоналістичних та соціалістичних вимог.  Його політичні погляди були орієнтовані на польських селян і промислових робітників, зубожілих в результаті переходу до ринкової економіки, а також безробітних.  Леппер виступав за державну підтримку села, безплатну освіту і охорону здоров'я, відокремлення церкви від держави, перегляд результатів приватизації і введення мораторію на виплату зовнішнього боргу.  Леппер неодноразово звинувачував багатьох польських політиків у пограбуванні населення в результаті переходу до ринкової економіки.  Особливим об'єктом його нападок був Лешек Бальцерович, глава Національного банку Польщі і один з головних виконавців польських ринкових реформ.  Втім, у 2004, після того як Бальцерович опинився в опозиції до керівництва країни, Леппер змінив гасло «Бальцерович має піти» на «Бальцерович має залишитися» (щоб після приходу до влади «Самооборони» можна було віддати його під суд).
У зовнішній політиці виступав за виведення військ з Іраку. По відношенню до Євросоюзу був євроскептиком. Був ярим супротивником розміщення в Польщі бази протиракетної оборони США. Не раз заявляв про свою підтримку президента Білорусі Олександра Лукашенка: в 2004 за день до проведення референдуму про право президента Білорусі балотуватися на третій термін, приїхав до Мінська і по телебаченню закликав голосувати за прийняття відповідних поправок в конституцію Білорусі.
Неодноразово відвідував Україну. У лютому 2007 у ранзі віце-прем'єра Польщі отримав звання почесного професора Міжрегіональна академії управління персоналом. За цей вчинок отримав гнівне попередження від президента Єврейського фонду України народного депутата Олександра Фельдмана із застереженням Анджея Леппера від всякої співпраці з МАУП.
На президентських виборах 2010 року очолював місію спостереження, за підсумками якої визнав вибори чесними і демократичними.

## Сім'я і особисте життя
Був одружений, мав трьох дітей (сина і двох дочок). Дружина, Ірена, займається сільським господарством.  Мав дев'ять братів і сестер.
У молодості захоплювався боксом.
Знявся у двох кінофільмах: у 2001 в комедії «Як думаєш, Гульчас...» (пол. Gulczas, a jak myślisz ...), в 2007 — у фільмі «Хто править в Аушвіці» (пол. Kto rządzi w Auschwitz). В обох фільмах грав камео.

## Виноски
1. 1 2 3  Deutsche Nationalbibliothek Record #124215866 // Gemeinsame Normdatei — 2012—2016.
2. 1 2  Munzinger Personen
3. ↑  http://www.bbc.co.uk/news/world-europe-14424247
4. 1 2  Чеська національна авторитетна база даних
5. ↑  Members of the European Parliament, Членове на Европейския парламент, Diputados al Parlamento Europeo, Poslanci Evropského parlamentu, Medlemmer af Europa-Parlamentet, Mitglieder des Europäischen Parlaments, Euroopa Parlamendi liikmed, Βουλευτές του Ευρωπαϊκού Κοινοβουλίου, Députés au Parlement européen, Feisirí Pharlaimint na hEorpa, Zastupnici u Europskom parlamentu, Deputati al Parlamento europeo, Eiropas Parlamenta deputāti, Europos Parlamento nariai, Az Európai Parlament képviselői, Il-Membri tal-Parlament Ewropew, Leden van het Europees Parlement, Posłowie do Parlamentu Europejskiego, Deputados ao Parlamento Europeu, Deputații în Parlamentul European, Poslanci Európskeho parlamentu, Poslanci Evropskega parlamenta, Euroopan parlamentin jäsenet, Europaparlamentets ledamöter
6. ↑  pace.coe.int
7. ↑  Помер колишній віце-прем'єр Польщі Анджей Леппер. Архів оригіналу за 21 лютого 2014. Процитовано 5 серпня 2011.
8. ↑  Польский политик Анджей Леппер найден мертвым, возможно самоубийство. Архів оригіналу за 22 лютого 2014. Процитовано 6 серпня 2011.
9. ↑  Фельдман радить віце-прем'єру Польщі не зв'язуватися з МАУП
10. ↑  Фельдман предостерегает польского вице-премьера от связей с МАУП. Архів оригіналу за 5 березня 2016. Процитовано 6 серпня 2011.
11. ↑  Выборы президента Украины были честными и прозрачными - Анджей Леппер